# Эрик XIV
Э́рик XIV (швед. Erik XIV, 13 декабря 1533[…], Замок Тре Крунур, Стокгольм — 26 февраля 1577[…], Эрбюхус, Уппсала) — король Швеции из династии Васа, правивший с 1560 по 1569 год.
Сын шведского короля Густава I и Екатерины Саксен-Лауэнбургской. Был также правителем Эстляндии после её перехода в состав Швеции в 1561 году. Эрик был  с артистическими задатками, стремившийся к политической власти, но уже в ранние годы его правления обнаружились признаки душевного расстройства, в итоге развившиеся в шизофрению.

## Годы правления
Во внешней политике усилия Эрика были направлены на укрепление Швеции, превращение её в великую державу. В отличие от своего отца, который удовлетворился статусом независимого королевства, он стремился расширить своё влияние на страны Балтии и Эстляндию. Экспансионистская политика привела к столкновению с двоюродным братом, королём Дании Фредериком II. Стремясь к заключению выгодных политических альянсов, Эрик делал неудачные предложения о замужестве королеве Англии Елизавете I и королеве Шотландии Марии Стюарт. В 1567 году (официально 4 июля 1568) женился на девушке незнатного происхождения Катарине Монсдоттер (6 ноября 1550 — 13 сентября 1612, швед. Karin Månsdotter). Пышная церемония венчания прошла в Главном соборе Стокгольма 4 июля 1568 г. У пары уже имелись дети, которые после свадьбы были признаны легитимными. К церемонии был приурочен выпуск первой золотой монеты Швеции — «венгерского» гульдена. Начиная с 1568 г. все последующие правители Швеции выпускали свою золотую монету, получившую название дуката. Всего было выпущено 5032 экземпляра, из которых на данный момент известно лишь 14.

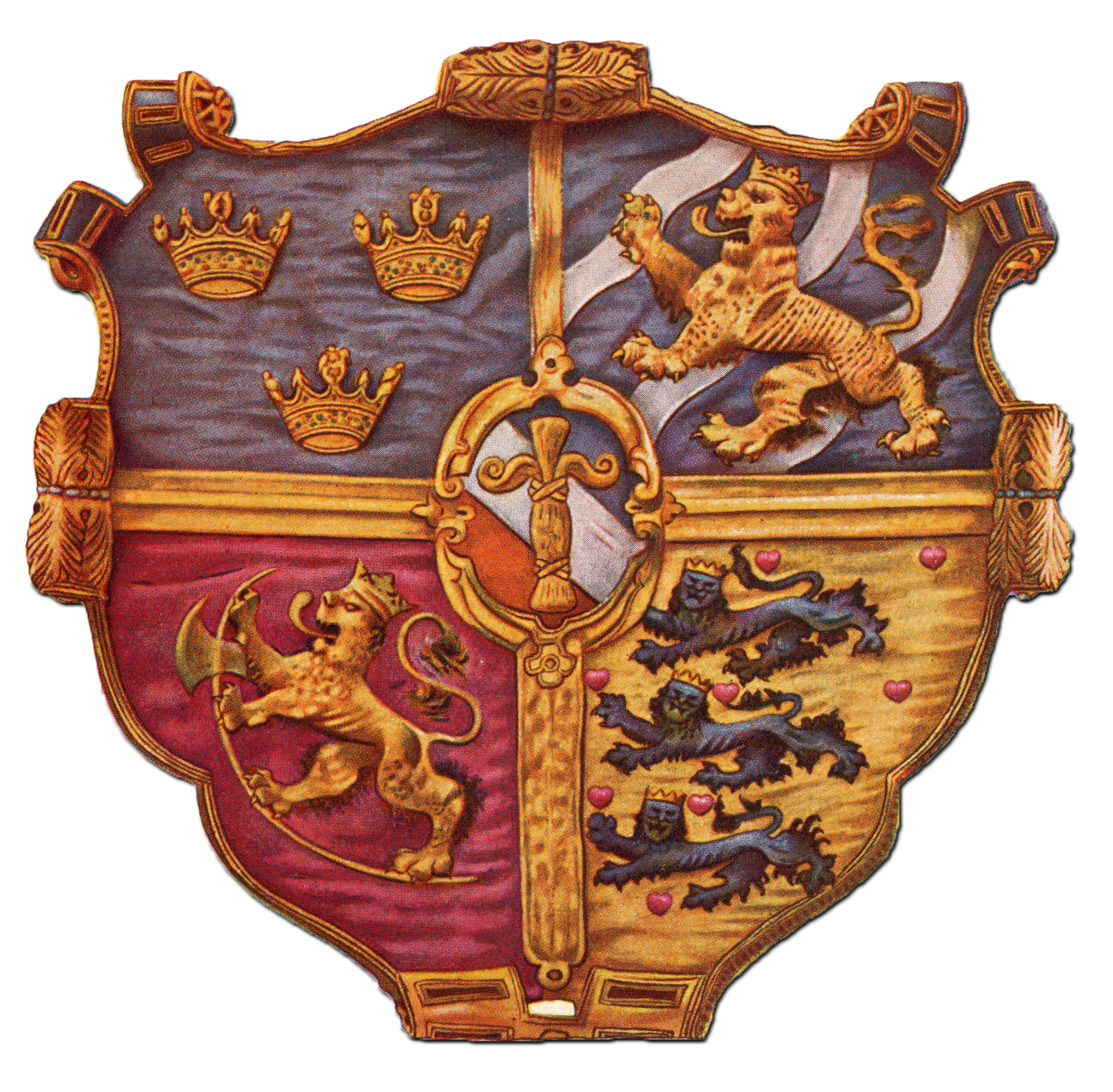
Герб Швеции во времена правления Эрика XIV

Во внутренней политике амбиции Эрика наталкивались на противодействие шведской знати, среди его оппонентов был и его средний единокровный брат Юхан, позднее ставший шведским королём под именем Юхана III. Недовольный политикой брата, Юхан женился на Катерине Ягеллонке — сестре польского короля Сигизмунда II Августа, с которым воевала Швеция, и получил от него несколько крепостей. Эрик сократил власть дворянства и приступил к завоеванию Эстляндии, тем самым оказавшись в ссоре со своим братом, герцогом Финляндии. Юхан был обвинен в измене и в 1563 году риксдаг приговорил его к смерти. Эрик пленил Юхана и заключил в замок Грипсхольм (швед. Gripsholm).
Большую часть правления Эрика Швеция участвовала в т. н. Северной семилетней войне (1563—1570) против Дании, Польши и Любека. В первые годы войны Дания, воспользовавшись противостоянием Эрика и Юхана, вела успешные действия на территории Швеции, и только к концу царствования шведам удалось отвоевать захваченные территории. Также Швеция участвовала в Ливонской войне против России, захватив в 1561 году после распада Ливонского ордена северную часть Эстляндии с Ревелем.
Все эти годы психическое состояние Эрика постепенно ухудшалось, его действия становились всё более своевольными и подверженными внезапным обострениям болезни. В 1567 году он совершил расправу над семьёй Стуре в Уппсале. В 1568 году он был свергнут Юханом и другим братом, Карлом, с престола и заключен под стражу, потеряв «все королевские права на Швецию». Его доверенный секретарь Йоран Перссон (1530—1568, швед. Jöran Persson) взял на себя большую часть вины за действия Эрика против знати и был казнен вскоре после воцарения Юхана III.

## Годы заключения в тюрьме

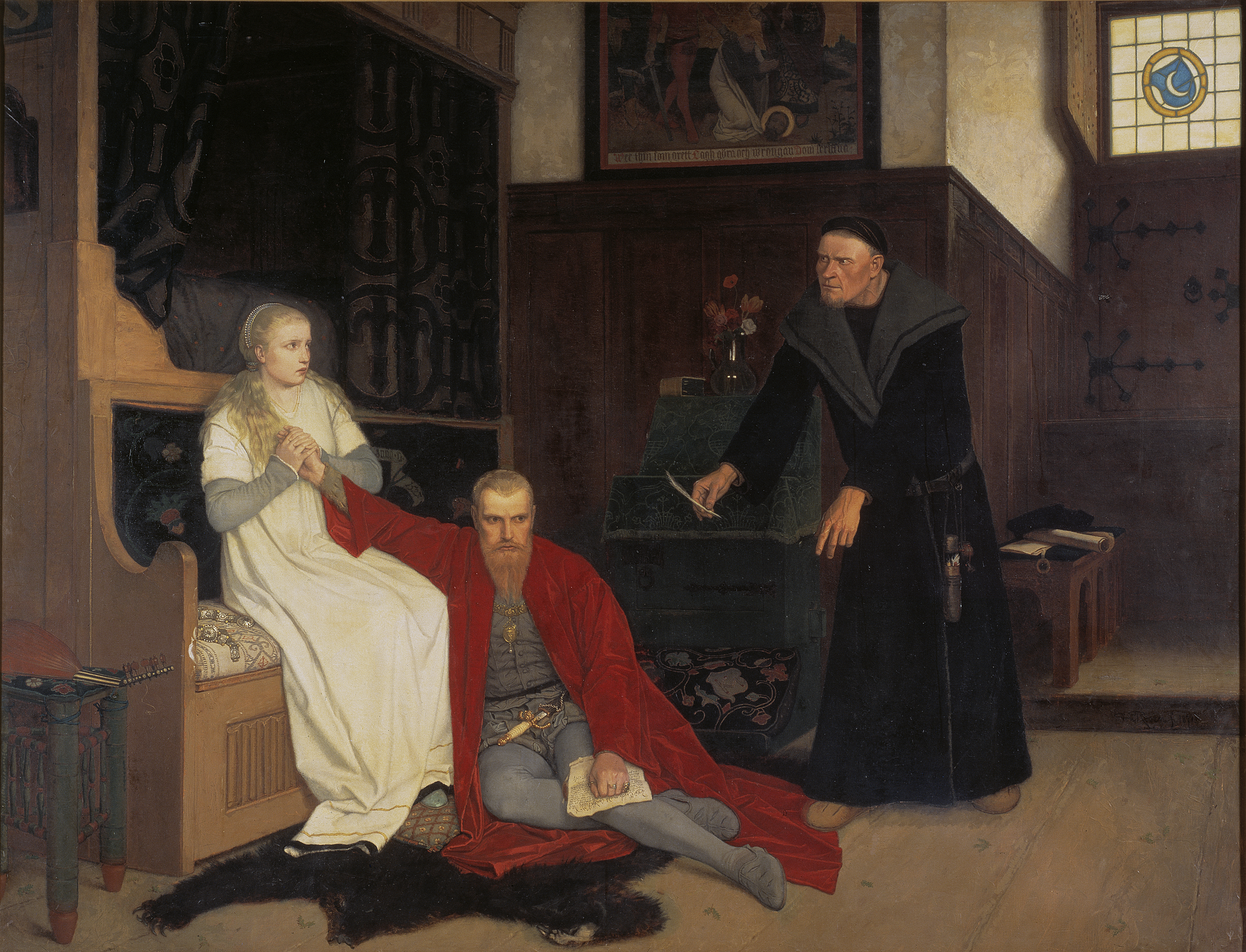
Карин Монсдоттер, Эрик XIV и Йоран Перссон на картине Георга фон Розена (1871)

Из замка Стокгольма Эрика отправили в замок Або (Турку) в Финляндии, куда он прибыл 15 июля 1570 года вместе с семьёй: женой Карин Монсдоттер и детьми — четырёхлетней Сигрид, двухлетним Густавом и полугодовалым Хенриком.
В распоряжение семьи предоставили несколько комнат, одна из кухонь замка полностью отводилась королевской семье. К обслуживающему персоналу относились, кроме прочих, четыре повара, личный слуга короля Бувик Таттаре, няня, парикмахер, ловчий, стражники Улоф Улофссон и Микаэль Микаэльссон, официантка Йоэн Перинсон и служащий подвала Лассе Перинсон. Ежедневная еда включала в себя сильно приправленные пряностями мясные блюда, рыбу, хлеб и яйца, из напитков предлагались вино и пиво. Поскольку король не любил рейнское вино, ему привозили вина Средиземноморских стран, золотисто-жёлтое сладкое вино, приправленное шафраном.
Несмотря на приличные условия жизни, Эрик не чувствовал себя счастливым. Он лишился королевской власти и свободы. Для его охраны в замок были наняты 63 вооружённых стражника. В воротах и дверях замка были установлена опорная железная обивка, а на окнах — железные решётки для охраны «попугая».

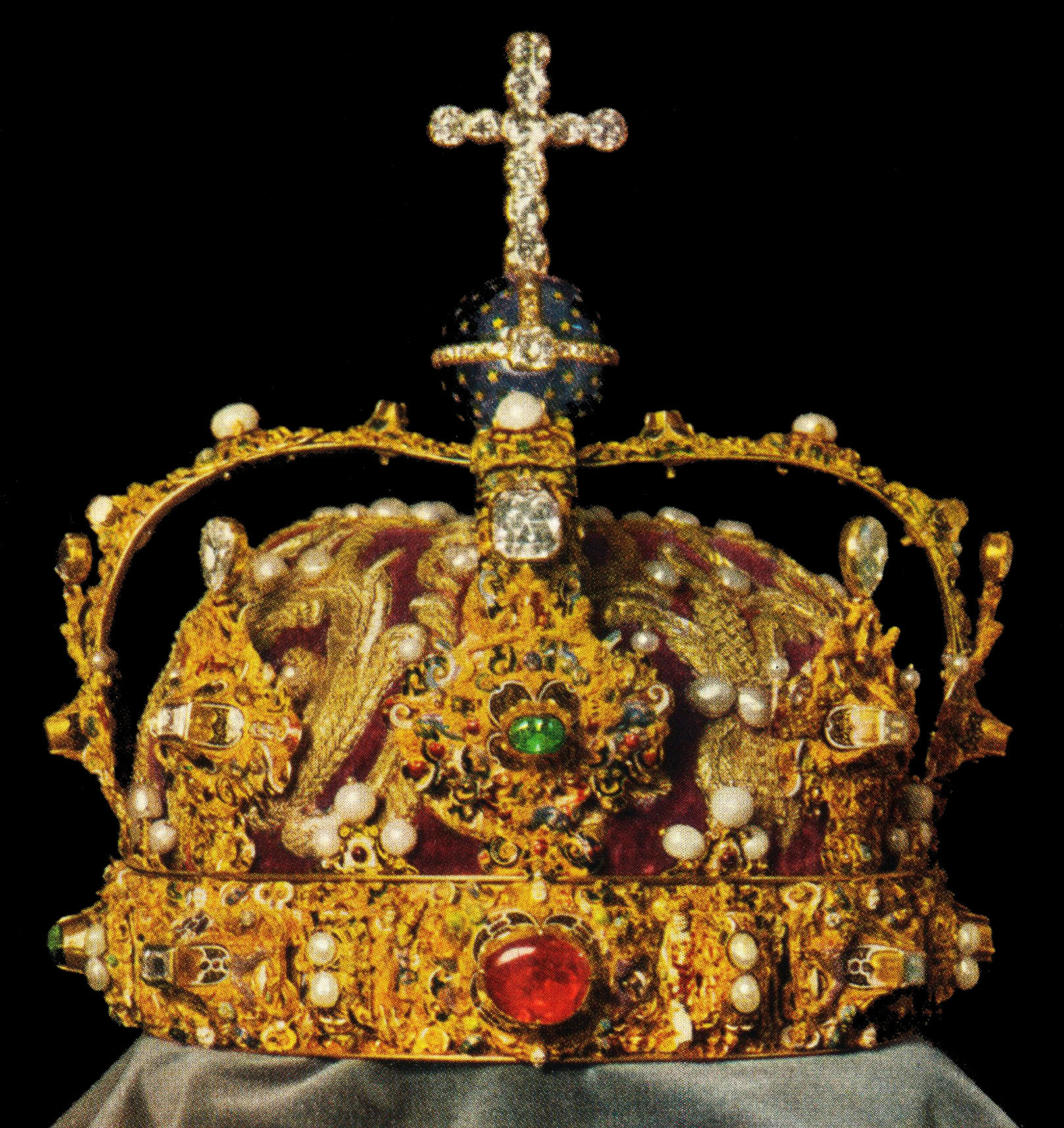
Корона Эрика XIV

В период заключения Эрик вспоминал дни своего королевского правления, которое продолжалось семь лет и восемь месяцев. Он был коронован после смерти своего отца с невиданной до этого великолепной церемонией. Он являлся военачальником сухопутных войск и совершенствовал вооружение и военное искусство. Однажды его войска захватили замок Турку, и самовольный герцог Юхан и герцогиня Катерина Ягеллонка были арестованы. Эрик думал о молодой Карин Монсдотер, с которой его обвенчали официально в кафедральном соборе Уппсалы в 1568 году, и о том, как Карин стала королевой Швеции менее чем на три месяца. Эрик чувствовал подозрительность по отношению ко всем, и его душу терзало убийство семьи Стуре, в котором он был повинен. Эрик читал произведения, в которых историк Йохан Магнус рассказывал о славном прошлом шведских королей, изучал астрологию и составлял гороскопы. Фрейлина Элин Андерсдоттер, служившая супруге Эрика, попыталась устроить заговор с целью восстановления Эрика на троне, однако он был раскрыт, а Андерсдоттер — казнена.
Эрик не подчинился своей судьбе. Он ради своего освобождения начал готовить тайный сговор с царём Иваном Грозным. После разоблачения этой попытки охрану Эрика усилили и количество стражников увеличили почти до ста человек. Он был заключён в маленькую арестантскую комнату шестиугольной башни переднего замка, окна которой выходили на реку Аурайоки и море. Вокруг тюрьмы проходил коридор для охраны со сводами на внешней стене.
В конце лета 1571 года по решению Юхана III заключённые и их сопровождение отправились из Турку в крепость Кастельхольм на Аландских островах. В Турку остался полуторагодовалый сын Хенрик, который, вероятно, был болен. Хенрик умер в Турку и был похоронен в кафедральном соборе под выстрелы артиллерийского салюта из замка Турку. Из замка привезли для могилы Хенрика 600 кирпичей.
После этого Эрик был отлучен от семьи, и Катарина Монсдоттер в апреле 1573 года вместе с детьми Сигрид и Густавом возвратилась в замок Турку. Когда маленькому принцу исполнилось семь лет, его отобрали у матери и отправили по инициативе Юхана в Польшу.
Эрик умер в заключении в замке Эрбюхус (швед. Örbyhus, ныне в лене Уппсала), по народному преданью его последней трапезой была тюремная миска горохового супа. Согласно документу, подписанному его братом Юханом III, тюремщикам было дано право отравить Эрика, если кто-либо попытается его освободить.
В 1960 г. останки Эрика XIV были исследованы нейтронно-активационным способом на содержание ртути и мышьяка сотрудниками Королевского института технологии в Стокгольме. Концентрации мышьяка в исследованных образцах внутренних органов короля и его одежды оказались высокими. На основании результатов исследования шведские исследователи пришли к выводу о отравлении Эрика XIV.
Похоронен в Кафедральном соборе Вестероса.
Юхан III отдал во владение Катарине Монсдоттер имение Лиуксала (фин. Liuksiala) в Кангасала. Карин успешно управляла имением вплоть до своей смерти в 1612 году.

## Дети
До брака у Эрика были дети:
- Маргарита (Margareta; 1558—1618),
- Виргиния (1559—1633),
- Констанция (1560—1649),
- Лукреция (Lucretia; 1564 — после 1574).

От брака с Катариной Монсдоттер родились:
- Сигрид (1566—1633),
- Густав (1568—1607)[9],
- Хенрик (Henrik; 1570—1574),
- Арнольд (Arnold; 1572—1573).

## Об Эрике в литературе и фольклоре
История Эрика и Карин Монсдоттер не забыта; до сих пор рассказывают историю о несчастном короле Эрике, играющем на лютне, и верной Карин. Рассказывают о хибарке в Туупиккала, расположенной на берегу реки Аура-Йоки, в которой жила Карина вместе с детьми во время нахождения Эрика в тюрьме шестиугольной башни. Тоскуя, Эрик часто смотрел в окно своей тюремной камеры на противоположный берег. Тюрьма Эрика в замке Турку и углубления от локтей на подоконнике в камере дали толчок для легенды об Эрике и Карин Монсдоттер и вдохновили писателей, поэтов, художников и композиторов увековечить историю любви королевской пары. В результате последних ремонтных работ тюрьма Эрика вместе с коридором приведена в первоначальный вид и открыта для публичных посещений в 1985 году.
Эрику XIV посвящена пьеса Августа Стриндберга «Эрик XIV» (1899).